# (35730) 1999 GM7
(35730) 1999 GM7 est un astéroïde de la ceinture principale d'astéroïdes découvert en 1999.

## Description
(35730) 1999 GM7 a été découvert le 7 avril 1999 à la Station Anderson Mesa, un des deux sites d'observation de l'observatoire Lowell en Arizona (États-Unis), par le programme Lowell Observatory Near-Earth-Object Search (LONEOS).

### Caractéristiques orbitales
L'orbite de cet astéroïde est caractérisée par un demi-grand axe de 2,21 ua, un périhélie de 1,84 ua, une excentricité de 0,17 et une inclinaison de 0,91° par rapport à l'écliptique. Du fait de ces caractéristiques, à savoir un demi-grand axe compris entre 2 et 3,2 ua et un périhélie supérieur à 1,666 ua, il est classé, selon la JPL Small-Body Database, comme objet de la ceinture principale d'astéroïdes.

### Caractéristiques physiques
(35730) 1999 GM7 a une magnitude absolue (H) de 15,7 et un albédo estimé à 0,181.